# Nesiocoelotes
Nesiocoelotes – rodzaj pająków z rodziny lejkowcowatych. Obejmuje 5 opisanych gatunków.

## Morfologia
Pająki osiągające od 7 do 14 mm długości ciała. Karapaks mają jednolicie brązowy lub z niewyraźnymi plamkami rozchodzącymi się promieniście. Czarniawobrązowe szczękoczułki mają po trzy zęby na krawędziach przednich i po dwa na krawędziach tylnych. Warga dolna i szczęki są czarniawobrązowe. Barwa sternum jest brązowa. Kolejność par odnóży od najdłuższej do najkrótszej to: IV, I, II, III lub I, IV, II, III. Ich kolorystyka jest żółtawobrązowa z niewyraźnie zaznaczonym obrączkowaniem. Opistosoma (odwłok) ma wierzch ciemnobrązowy z niewyraźnymi szarymi szewronami lub nieregularnym nakrapianiem, spód zaś żółtawobrązowy i bez nakrapiania.
Genitalia samicy mają pośrodku przedniej krawędzi płytki płciowej gęsto rozmieszone ząbki o kształcie i długości charakterystycznych dla poszczególnych gatunków. Nogogłaszczki samca mają dużą apofizę rzepki, goleń z małą lub całkiem zanikłą apofizą lateralną i dużą apofizą retrolateralną, łyżeczkowatą lub wydłużoną ku bokowi cymbium apofyzę medialną, podzielony na dwie części konduktor oraz krótki, biczykowaty embolus.

## Rozprzestrzenienie
Przedstawiciele rodzaju występują endemicznie w południowej części Japonii, od Kiusiu po środkową część archipelagu Riukiu. N. koshikiensis zamieszkuje wyspy Kiusiu i Koshikishima, pozostałe zaś gatunki są endemitami pojedynczych wysp.

## Taksonomia
Takson ten wprowadzony został w 2022 roku przez Kenichiego Okamurę i Zhao Zhe na łamach „Acta Arachnologica”, poprzez uzasadnione wynikami molekularnej analizy filogenetycznej wydzielenie części gatunków z rodzaju norosz (Coelotes). Nazwa rodzajowa to połączenie nazwy noroszów z latynizacją (nesioticus) greckiego nisiotikós, oznaczającego „wyspę”. Wyniki analiz filogenetycznych metodą największej wiarygodności z 2022 i 2023 roku wskazują, że Nesiocoelotes najbliżej spokrewniony jest z Bifidocoelotes, tworząc z nim klad siostrzany dla Wadotes.
Do rodzaju tego należy 5 opisanych gatunków:
- Nesiocoelotes gotoensis (Okumura, 2007)
- Nesiocoelotes insulanus (Shimojana, 2000)
- Nesiocoelotes koshikiensis (Okumura, 2013)
- Nesiocoelotes nasensis (Shimojana, 2000)
- Nesiocoelotes osamui (Nishikawa, 2009)